# Jean-François Nierengarten
 (février 2017).
Jean-François Nierengarten, né le 16 décembre 1966 à Strasbourg, est un chimiste français travaillant dans le domaine de la chimie moléculaire. Il est directeur de recherche au CNRS et dirige le Laboratoire de chimie des matériaux moléculaires (université de Strasbourg et CNRS).

## Biographie
Jean-François Nierengarten a effectué toutes ses études à l’université Louis Pasteur de Strasbourg. Après avoir obtenu une maîtrise de biochimie en 1990 puis un DEA de chimie des métaux de transition et d’ingénierie moléculaire en 1991, il a préparé une thèse sous la direction de Jean-Pierre Sauvage et Christiane Dietrich-Buchecker (1991-1994). Il a ensuite effectué un stage post-doctoral à l’ETH Zurich sous la direction de François Diederich (en) (1994-1996).
Jean-François Nierengarten a intégré le CNRS en 1996. Il a exercé son activité scientifique à l'Institut de physique et chimie des matériaux de Strasbourg (1996-2005) puis au Laboratoire de chimie de coordination du CNRS (2005-2008) avant de rejoindre l'École européenne de chimie, polymères et matériaux de Strasbourg (ECPM) en 2008. Il est aujourd'hui directeur de recherche au CNRS et responsable du Laboratoire de chimie des matériaux moléculaires.
Jean-François Nierengarten est un spécialiste de la chimie des fullerènes,,. Il a exploré de nouveaux domaines à l’interface avec les matériaux ou la biologie comme l’illustrent son approche moléculaire pour le photovoltaïque,, l’observation d’effets de multivalence en inhibition enzymatique,, ou la préparation de molécules géantes dotées d'une activité antivirale,,. Il a aussi abordé des problématiques innovantes en chimie de coordination et a été l’un des premiers à reconnaître le potentiel des complexes cuivreux en tant que matériaux électroluminescents,. Les pillararènes et les dendrimères sont également des axes de recherche développés au sein de son équipe.

## Distinctions
- Médaille de bronze du CNRS 2001[18]
- Prix SFC-Acros 2004 de la division chimie organique de la Société chimique de France[19]
- Prix Grammaticakis-Neuman 2007 de l’Académie des sciences[20]
- Prix Catalán-Sabatier 2013 de la Société royale espagnole de chimie (es)[21]
- Médaille d'Argent du CNRS en 2019[22]